# Chicabal
Chicabal is een vulkaan en kratermeer in het departement Quetzaltenango in Guatemala. De berg ligt twee kilometer ten zuiden van de plaats San Martín Sacatepéquez en is ongeveer 2900 meter hoog. Het meer ligt op een hoogte van 2712 meter.
Het kratermeer wordt gezien als het centrum in de kosmosvisie van de Mam-Maya en de Maya's gebruiken de verschillende altaren op de oevers nog steeds. In de eerste helft van mei vieren de Mam hun traditionele ceremonies en er gelden dan beperkingen voor het bezoek van de plek. Wegens het spirituele belang van de plek is zwemmen er verboden.
Ongeveer vijf kilometer naar het noordoosten ligt de vulkaan Siete Orejas.